# Chloroclystis vieta
Chloroclystis vieta là một loài bướm đêm trong họ Geometridae.